# Ginger Gonzaga
Ginger Gonzaga (17 de maig de 1983) és una còmica i actriu estatunidenca.

## Biografia
Gonzaga va créixer a Modesto, Califòrnia, on va assistir a la Beyer High School. Va anar a la Universitat de Califòrnia, on es va especialitzar en ciències polítiques. Gonzaga es va graduar un any abans per entrenar a l'escola The Groundlings, i va anar a estudiar improvisació a Second City i Upright Citizens Brigade.
Gonzaga va acollir el programa diari de comèdia de Hulu, The Morning After. Va ser habitual a Mixology d'ABC, que va durar 13 episodis. També ha aparegut en nombrosos altres programes de televisió, com ara Togetherness, I'm Dying Up Here, Wrecked, Kidding i Room 104.
El 2019, va tenir un paper a la sèrie de Paul Rudd Living with Yourself. Interpreta a "la jove congressista enfadada" Anabela Ysidro-Campos, també coneguda com simplement AYC, un personatge basat en la congressista Alexandria Ocasio-Cortez, a la comèdia espacial satírica Space Force del 2020. El 2022, va participar en la sèrie de streaming de Disney + She-Hulk: Attorney at Law de Marvel Studios, interpretant a la millor amiga de She-Hulk, Nikki.

## Vida privada
Gonzaga va tenir una relació amb l'actor Jim Carrey del 2018 al 2019.